# 上尾宿

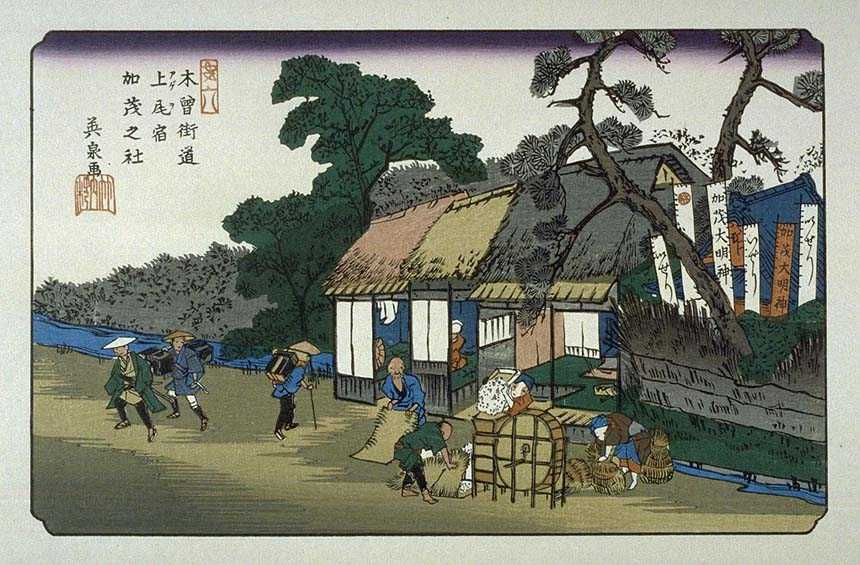
『木曾街道 上尾宿 加茂之社』
天保6- 8年（1835-1837年）、渓斎英泉 画
描かれたのは、実りの季節を迎えた神域と農民の働きぶり、そして旅路である。上尾宿と江戸方に一つ手前の宿場である大宮宿との間に位置する加茂神社（参照：#）と加茂宮村が舞台に選ばれた。秋祭りが近いであろう社には何本もの加茂大明神の奉納幟がはためいている。その中の一部に絵の版元「いせり（伊勢利）」の宣伝が見えるのは、絵師一流の洒落っ気である。社の前では男2人女2人の農民が唐箕 を使って籾（もみ）の精選に励んでいる。その奥には立場茶屋（#天神橋の立場）があり、今しがた茶屋を発った侍と供の2人連れ、一服しようと立ち寄る商人1人が見える。もっとも、実際の立場は、近くはあっても神社と隣接していたわけではなかった。また、街道筋の境内前に出張って唐箕を使うなど、ずいぶんおかしな光景には違いない。つまり、絵師は3つの画題を一画面に詰め込んだのであり、絵画的工夫の結果としてこの図がある。

上尾宿（あげおじゅく）は、日本の近世にあたる江戸時代に整備され、栄えていた宿場町。中山道六十九次のうち江戸・日本橋から数えて5番目の宿場（武蔵国のうち、第5の宿）。
所在地は、江戸期には東海道武蔵国足立郡上尾宿。
現在の埼玉県上尾市にあたる。

## 歴史
地名は戦国時代からある郷村名で、高台の田（上田）端の意であろうとされる。
当地は、鎌倉時代には源頼朝配下の武将・足立遠元、戦国時代には後北条氏配下の岩槻城主・太田氏の支配下にあった。後北条時代、既に宿駅として成立していたが、近世・江戸時代以降の宿場は慶長8年（1603年）に指定されたものである。複数の脇往還が交差する地点で、米の積み出しの拠点でもあった。1591年（天正19年）に大宮宿が設置されるまでは浦和宿が隣の宿場であった。
安政6年（1860年）1月16日や、慶応4年（1868年）1月9日や、明治2年（1869年）2月23日と相次ぐ大火に見舞われ、このとき多くの歴史的建造物を焼失している。
なお今日、上尾宿の地名は、住居表示により大部分が新たな地名となり、上尾宿の中心部から離れた一部の地域にのみ存続している。詳細は「上尾宿 (大字)」を参照。この地域は現在、ベッドタウン化している。

## 宿場

### 幕府直轄領、林本陣
幕府直轄領である。道中奉行による天保14年（1843年）の調べで、町並みは10町10間（約1.1 km）。宿内人口793人（うち、男372人、女421人）。宿内家数182軒（本陣1軒、脇本陣3軒、問屋場1軒、高札場1軒、旅籠41軒）。
現在の仲町付近が上尾宿の中心で、本陣・脇本陣・問屋場・高札場などはここに集中していた。比較的小さな宿場であったが、本陣の規模は信濃国・塩尻宿のものに次ぐ大きさを誇った。この本陣は氷川鍬神社の正面にあり、その両側に脇本陣が2軒あった。神社のすぐ南にもう1軒の脇本陣があり、すなわち上尾宿には、本陣が1軒（林八郎右衛門家）、脇本陣が3軒（本陣の両側が白石長左衛門家、井上五郎右衛門家、向かいが細井弥一郎家）あった。

### 旅籠
上尾宿は江戸を出立してからおよそ10里の地点にあり、旅人が1日で歩く距離に最も近似であった。日本橋を七つ立ちしていれば、上尾宿で最初の宿を探すことになる。そのため、周辺の宿場より旅籠が多く、天保の頃で41軒と賑わっていた。また、飯盛旅籠（めしもり-はたご）も多い。『中山道宿村大概帳』には飯盛女の数49人とあり、これを目当てに川越や岩槻あたりからやってくる遊び客も少なくなかったという。茶屋も数軒あり。

#### 遊女・お玉
上尾駅前から200 mほど進んだ左手の路地奥にある寺・遍照院（へんじょういん）に、上尾宿の遊女であったお玉の墓がある。寺に入ってすぐ左の墓地の一角に墓はあり、傍らには「孝女お玉の墓」と記された立て札が掲げられている。
お玉は越後の貧農の子として生を受け、名を清と言った。家の貧しさを助けるために11歳の若さで身を売ることとなったお玉は、文政3年（1820年）、上尾宿の飯盛旅籠の一つである大村楼に入る。その後、美しく気立てよく宿場でも評判の遊女となっていたお玉は、19歳のとき、参勤交代のお役目で上尾を訪れた加賀前田家の小姓に見初められ、めでたくも江戸行きとなった。ところが、江戸で暮らすこと2年ばかりで悪病を患い、上尾に戻されてしまう。病身のお玉は、それでも、生家を支えるためにと懸命に働き続ける。しかし、その苦労が報われることもなく、25歳の若さでこの世を去った。大村楼の主人は孝行な娘お玉の死を悼み哀れんで、遍照院に墓を建てて篤く弔ったという。この時代にあって、一遊女のために立派な墓が建てられた例は数えるほどでしかない。たいていの遊女は、死ねば無縁仏となって小さな石塔に名を刻まれるだけという扱いであった。墓石に彫られた戒名「廊室妙顔信女」とともに、誰からも愛されたお玉の人柄が偲ばれる。

## 上尾の一里塚
桑楊庵光（そうよう あんこう）による宝暦6年（1756年）刊行の『岐蘇路安見絵図（きそじ やすみ えず）』に基づけば、上尾の一里塚は、左に榎2本、右に松1本・榎1本を目印とした、左右2基一対の形式どおりの一里塚であった。日本橋から9里（約35.4 km）、中山道中の9番目にあたるこの塚はしかし、周辺地域の近代化の際に破却され、現在偲ぶべきものを持たない。

## 史跡

### 加茂神社
この節は上尾宿ではなく、近隣の解説である。　　※右上の画像と解説文 も参照。
京の賀茂別雷神社（上賀茂神社）を勧請した加茂神社は、加茂宮村の鎮守であり、村名の由来にもなった社である。徳川幕府による文化7年（1810年）の創建ともされ、『新編武蔵風土記稿』にも「加茂社　加茂宮村の鎮守にして社辺に古杉数林あり　土地のさま　旧社と見ゆれど　勧請の年代詳かならず」と記されている。しかし、社前にそれぞれ「宝暦3年4月（1753年）」「弘化2年12月（1845年）」「文政10年8月（1827年）御迁宮」と刻まれた3基の石灯籠もあることから、かなり古くからのものであることがうかがえる。
なお、加茂神社と加茂宮村およびその周辺地域は、合併による宮原村等の時代を経て、今日のさいたま市北区宮原町におおよそ重なる。

### 天神橋の立場
この節は上尾宿ではなく、近隣の解説である。　　※右上の画像と解説文 参照。
加茂神社から街道を165間（300 m）ほど江戸方へ下った所には、菅原道真を祀る小さな祠が傍らに鎮座する石橋であったことから当時その名で呼ばれた「天神橋」があり、このあたりが加茂宮村の中心的集落であった。ここには立場茶屋が置かれ、天神橋の立場（たてば）と呼ばれていた。茶屋は島屋と福島屋の2軒が有名であったが、特に島屋は参勤交代時の加賀前田家の休憩所に使われた。天神橋の立場は『中山道分間延絵図（なかせんどう ぶんけん のべ-えず）』に記され、大田南畝の『壬戌紀行（じんじゅつ きこう）』にも「左に社あり　人家あり　天神橋の立場といふ」 とある。川は今日では暗渠（あんきょ）に変わっており、橋は石の欄干を断片的に残すのみとなっている。また、橋の名はバス停留所にその名を留めている。

### 氷川鍬神社
寛永9年（1632年）創建の氷川鍬神社（ひかわ-くわ-じんじゃ）は上尾宿発祥の地であり、総鎮守である（※社伝に基づく上尾宿の由緒については、別項「氷川鍬神社」内の記述を参照のこと）。鍬祭りとして鍬を祀ったのが由来というこの社は、小さな鍬2丁を神体とし、五穀を司る農業神を祭神とする。「鍬大神宮」「御鍬大明神」と称し、明治41年（1908年）に二ツ宮氷川神社（在・上尾市二ツ宮）の女体社を合祀して現在の社号となった。地元では「お鍬さま」の愛称で親しまれている。

## 名所・旧跡・観光施設
江戸方から上方へ（この区間では南から北へ）、おおよそ道なりに記す。
加茂宮（加茂宮村）、等
- 天神橋の立場 ：「#天神橋の立場」参照。※右上の画像と解説文 も参照。所在地は、さいたま市北区宮原町2丁目（「天神橋」バス停そば）。
- 天満宮 ：「#天神橋の立場」参照。所在地は北区宮原町4丁目（「天神橋」バス停そば）。
- 加茂神社 ：「#加茂神社」参照。※右上の画像と解説文 も参照。所在地は北区宮原町4-8-1。
- 馬頭観音
- 川越道追分 ：川越道は現在の国道16号。
- 南方（みなかた）神社 ：吉野村の鎮守で『五街道中細見独案内』にも諏訪社として登場する。地元では「お諏訪さま」の名で親しまれている。
- 魂霊社
- 庚申塔 ：青面金剛像の庚申塔。道標を兼ねており、「是従　秋葉へ壱里十二町　ひら方へ壱里八町　川越へ三里 （訳：これより、秋葉へ1里12町、平方へ1里8町、川越へ3里）」と刻まれている。西進すると秋葉（旧・秋葉通り）から平方河岸（現・平方地区）を越えて川越に至る。所在地は上尾市栄町1（「馬喰新田」バス停そば）。
- 愛宕神社
- 岩槻道追分、川越道追分

上尾宿
- （上尾の一里塚） ：「#上尾の一里塚」参照。痕跡なし。所在地は上尾市愛宕1-28。
- （細井脇本陣） ：細井弥一郎家が代々務めた。痕跡なし。所在地は上尾市仲町1-7（氷川鍬神社の南、旧埼玉りそな銀行上尾支店）。
- 氷川鍬神社 ：「#氷川鍬神社」参照。所在地は上尾市宮本町1。
  - 二賢堂址 ：天明8年（1788年）建立の学問所があった。二賢とはこの学者が祀っていた菅原道真と朱文公を指す[4]。
- （白石脇本陣） ：白石長左衛門家が代々務めた。痕跡もなし。所在地は上尾市仲町1-7（氷川鍬神社の向かい、南寄り）。
- （林本陣〉） ：林八郎右衛門家が代々務めた本陣。痕跡なし。所在地は上に同じ。
- （井上脇本陣） ：井上五郎右衛門家が代々務めた。当時の大きな屋根瓦の一部を塀にして残している。所在地は仲町1-7（氷川鍬神社の向かい、北寄り）。
- 日乗山秀善寺遍照院 ：真言宗智山派の古刹。室町時代の創建で、本尊は不動明王。遊女お玉の墓がある。所在地は上尾市上町1-6（旧街道から東へ100 m）。
  - 遊女お玉の墓 ：「#遊女・お玉」参照。
- 上町庚申塔
- 上尾宿案内板

久保
- 元・武州紅花仲買問屋（須田家） ：別項「桶川宿」にて記述する。
- 雷電神社 ：上に同じ。

## 交通の基本情報

### 中山道の行程
- 江戸・日本橋から京・三条大橋までの全行程　135里24町8間（約532.8 km[注釈 12]）中
  - 江戸・日本橋 - 上尾宿　9里16町（約37.1 km[注釈 13]）
  - 大宮宿 - 上尾宿　2里（約7.9 km[注釈 14]）
  - 上尾宿 - 桶川宿　34町（約3.7 km[注釈 15]）
  - 上尾宿 - 京・三条大橋　126里8町8間（約495.7 km[注釈 16]）
- 江戸期の成人男性は通常、旅の1日におよそ10里（平地を8- 10時間で約40 km、時速約4- 5 km）を歩く[注釈 17]。

### 中山道の一里塚
- 中山道の一里塚一覧
大宮 《不明》（7里） - 《不明》（8里） - 上尾 《非現存》（9里） - 桶川 《非現存》（10里）

### 隣の宿
- 中山道
大宮宿 - 上尾宿 - 桶川宿

### 現代の交通
- 鉄道（最寄り駅）
  - ■JR東日本（東日本旅客鉄道）　■高崎線 上尾駅[注釈 18]
- 自動車道路[4]
  - 埼玉県道164号鴻巣桶川さいたま線 ：この区間の中山道の現在の名称。ほぼ一直線に北西に進む。
  -  国道16号 ：川越道とも称。加茂神社付近で中山道と交差し、国道17号と接続。
  -  国道17号 ：旧・中山道とは加茂宮駅西で一度交差した後、東側を並走し続ける。その状態は桶川を越えて熊谷駅東で交差するまでの間続く。
  - 埼玉県道51号川越上尾線 ：上尾駅付近で旧・中山道と交差。